# جيرد ناغل
جيرد ناغل (بالألمانية: Gerd Nagel)‏ هو منافس ألعاب قوى ألماني، ولد في 22 أكتوبر 1957 في زولينغن ‏ في ألمانيا.

## وصلات خارجية
- جيرد ناغل على موقع الاتحاد الدولي لألعاب القوى (الإنجليزية)
- جيرد ناغل على موقع اللجنة الأولمبية الدولية (الإنجليزية)
- جيرد ناغل على موقع أوليمبيديا (الإنجليزية)